# 百合幻想鄉
《百合幻想鄉》是守姫武士創作的日本漫畫。開始連載於2021年8月27日發售的《月刊COMIC CUNE》2021年10月號。已出版單行本第1冊。有聲漫畫於2022年4月推出。

## 故事
背景設定在一所女子寄宿學校。這所學校可以透過與某人交換宿舍的備用鑰匙來建立夥伴的制度。學生們熱議著這個制度，以及一場僅限受邀者參加的茶會，茶會的主角是整個學校敬仰的「五位大小姐」。某一天，高中一年級的灰掃小咲收到了「101號密室」的鑰匙。此事標誌著小咲與五位小姐的關係開始逐漸改變……

## 登場人物
灰掃小咲（配音：遠野光）
六花紋女學園高中部1年級桃組學生。
露羽霧乃子（配音：大地葉）
六花紋女學園高中部2年級櫻組學生。
葦之原優（配音：關根明良）
六花紋女學園高中部2年級菊組學生。
九宮晴香（配音：長谷川育美）
六花紋女學園高中部2年級梅組學生。
壬生真弓（配音：三澤紗千香）
六花紋女學園高中部2年級藤組學生。
峰賀君子（配音：影山灯）
六花紋女學園高中部2年級櫻組學生。
門渡沙紀（配音：市之瀨加那）
六花紋女學園高中部1年級桃組學生。小咲的摯友。
和多世牡丹（配音：中村環奈）
六花紋女學園高中部1年級桃組學生。小咲的同班同學。

## 出版書籍
| 冊數 | KADOKAWA      | KADOKAWA           |
| 冊數 | 發售日期      | ISBN               |
| ---- | ------------- | ------------------ |
| 1    | 2022年4月27日 | ISBN 9784046810304 |